# The Earth is not a Cold Dead Place
The Earth Is Not a Cold Dead Place es el tercer álbum de la banda estadounidense de post-rock Explosions in the Sky lanzado el 4 de noviembre de 2003 a través de la discográfica Temporary Residence Limited. 

## Detalles
El álbum continúa la línea de sus anteriores, con melancólicas melodías que van creciendo hasta llegar a un clímax. En general, ha recibido muy buenas críticas tanto del público como de la prensa especializada.
En una entrevista en "Slice of the shiny" Munaf Rayani dijo que The Earth Is Not A Cold Dead Place fue el "intento de la banda de crear canciones de amor".
"Your Hand In Mine" fue adaptada para la inclusión en la banda sonora de la película Friday Night Lights, junto a otro material original escrito especialmente para ésta. La canción fue acortada de su duración original de alrededor de ocho minutos a tan sólo cuatro, además de que se le agregó un acompañamiento de cuerdas.

## Lista de canciones
1. "First Breath After Coma" – 9:33
2. "The Only Moment We Were Alone" – 10:14
3. "Six Days at the Bottom of the Ocean" – 8:43
4. "Memorial" – 8:50
5. "Your Hand in Mine" – 8:17

## Intérpretes

### Explosions In The Sky
- Munaf Rayani – guitarra
- Mark Smith – guitarra
- Michael James – bajo y guitarra
- Chris Hrasky – batería y percusión